# Автошлях N11 (ПАР)
Автошлях N11 — національний маршрут у Південній Африці, який проходить від кордону з Ботсваною в Ґроблерсбругу через Мокопане, Мідделбург, Ермело та Ньюкасл і закінчується на N3 одразу після Ледісміта.

## Маршрут

### Лімпопо
N11 починається на кордоні Ґроблерсбруґ із Ботсваною (англійською – міст Ґроблера) на річці Лімпопо. На ботсванському боці річки Лімпопо кордон відомий як дрейф Мартіна.
Він починається на південний схід через провінцію Лімпопо на 190 кілометрів до Мокопане. Безпосередньо перед в’їздом у Мокопане до N11 з’єднується R518, і вони утворюють одну дорогу, що веде до центру Мокопане.
На перехресті з дорогою R101 (Thabo Mbeki Drive) N11 і R518 приєднуються до R101 на південь. На другому перехресті (біля торгового центру Mokopane) R518 стає власною дорогою на схід у напрямку до Зебедіела, залишаючи R101 і N11 як дороги на південь (Thabo Mbeki Drive). Через 11 кілометрів N11 стає окремою дорогою на південь-південний схід і зустрічається з шосе N1 (тільки в південному напрямку) на наступному перехресті на північ від Nyl Toll Plaza N1.

### Мпумаланга
Вона входить до міста Мідделбург як вулиця Вальтера Сісулу. На перехресті з вулицею Ковен Нтулі N11 зустрічається з R555 і R104, і всі вони переходять на східну дорогу на вулицю Коуен Нтулі, яка є головною дорогою через Центральний Мідделбург.
Відразу після зустрічі з північною кінцевою станцією дороги R35 R555 стає власною дорогою на північний схід, залишаючи R104 і N11 дорогами на схід. Відразу після передмістя Істден N11 відділяється від R104 і стає дорогою на південний схід. Після передмість Назарет і Рокдейл він зустрічається з шосе N4 (шосе Преторія - Мапуту, коридор Мапуту). N11 проходить на південь-південний схід протягом 55 кілометрів до міста Хендріна, де вона проходить через місто як Черч-стріт і перетинається з дорогою R38 (Бюкес-стріт) у центрі міста. Вона йде на південний схід протягом 50 кілометрів до міста Ермело, де зустрічається з N17 від Есватіні (Свазіленд).

### Квазулу-Натал
Від Фольксруста N11 йде на південь 45 кілометрів до міста Ньюкасл. Безпосередньо перед Ньюкаслом до N11 з’єднується R34 протягом 7 кілометрів, поки вони не розділяються на з’їзді на північний схід від центру міста, де N11 стає східною об’їзною дорогою Ньюкасла. Обійшовши центр міста, N11 прямує на південь 95 кілометрів через перевал Ікхупе, зустрічаючи західну кінцеву станцію R68 (яка сполучається з Данді), щоб дістатися до міста Ледісміт. Перетинає річку Кліп у центрі міста і повертає на захід, щоб дістатися до перехрестя з автомагістраллю R103, що прилягає до входу в аеропорт Ледісміт. N11 приєднується до R103, і вони є однією дорогою на південь-південний захід протягом 2 з половиною кілометрів, перш ніж N11 стане окремою дорогою на захід. N11 прямує на захід на 13 кілометрів, зустрічаючи північно-східну кінцеву станцію R600 (яка з'єднується з Вінтертоном), щоб досягти свого кінця на перехресті з'їзду з шосе N3 на південь від платної плати N3 Tugela. На захід від цього перехрестя він відомий як R616 до Бергвіля.